# Manon Flier
Manon Nummerdor Flier (Nieuwleusen, 8 de fevereiro de 1984) é uma jogadora de voleibol dos Países Baixos. Joga como posição oposta. Flier é capaz de atingir 3,15 m no ataque e 3,08 m no bloqueio.
Atualmente trocou as quadras pela praia.
Flier é casada com o jogador holandês de voleibol de praia Reinder Nummerdor. Eles têm sido um casal desde 2005 e viveram juntos em Zwolle desde 2012. Eles se casaram em 14 de junho de 2014 e uma filha nasceu em julho de 2016.

## Carreira
Flier foi nomeada MVP no World Grand Prix de 2007 em Ningbo na China , onde a seleção holandesa ganhou a medalha de ouro. 
Flier perdeu a medalha de bronze na Liga dos Campeões 2010-11 CEV depois de sua equipe Scavolini Pesaro foi derrotada por 3-1 pelo time turco Fenerbahçe Acıbadem .  Ela foi premiada individualmente como "Melhor Atacante". 
Em julho de 2011, o Toray Arrows anunciou que ela estava se juntando para a temporada 2011-12. 
Flier ganhou a medalha de bronze com Igtisadchi Baku na Liga Azerbaijana de 2013-14  e o prêmio de Melhor Saque. 
Em 2015, ela jogou com a seleção holandesa os Jogos Europeus de 2015 em Baku, Azerbaijão.

## Clubes
| Clube                           | País          | Temporadas |
| Volco Ommen                     | Países Baixos | 1999-2001  |
| Pollux Oldenzaal                | Países Baixos | 2001-2002  |
| VC Weert                        | Países Baixos | 2002-2004  |
| Asystel Novara                  | Itália        | 2004-2005  |
| Dela Martinus Amstelveen        | Países Baixos | 2005-2008  |
| Monte Schiavo Banca Marche Jesi | Itália        | 2008-2009  |
| Asystel Novara                  | Itália        | 2009-2010  |
| Scavolini Pesaro                | Itália        | 2010-2011  |
| Toray Arrows                    | Japão         | 2011-2012  |
| Azerrail Baku                   | Azerbaijão    | 2012-2013  |
| Igtisadchi Baku                 | Azerbaijão    | 2013-2014  |
| Fujian Xi Meng Bao              | China         | 2014-2015  |

## Premiações individuais
- Grand Prix 2007: Melhor jogadora
- Torneio Abu Dhabi de 2008: MVP - Melhor jogadora
- Grand Prix 2009: Maior pontuadora
- Grand Prix 2009: Melhor saque
- Campeonato Europeu de 2009: Melhor jogadora
- Montreux Volley Masters 2009: Maior pontuadora
- Copa Yeltsin 2009: MVP - Melhor jogadora
- Copa Yeltsin 2010: Miss Copa Yeltsin
- 2010–11 CEV Champions League Final Four Melhor Atacante.
- 2013-14 Liga Azerbaidjão Melhor Saque